# Sint-Antonius-Abtkapel (Tungerloh)
De rooms-katholieke Kapel Sint-Antonius-Abt is een beschermd monument in Tungerloh, een Ortsteil van Gescher in de Kreis Borken (Noordrijn-Westfalen).

## Geschiedenis

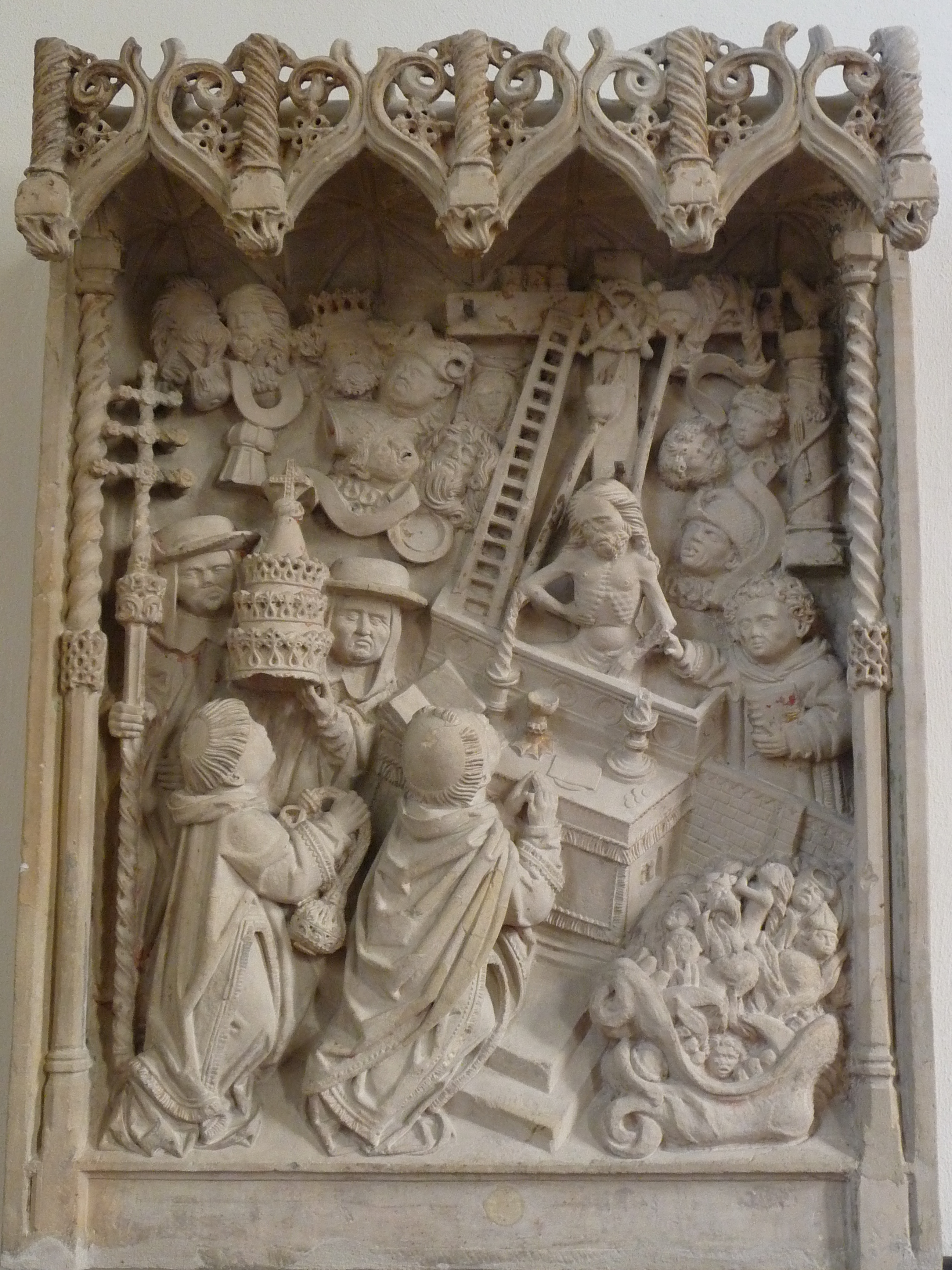
Reliëf Gregoriusmis

De drie traveeën tellende kapel, die oorspronkelijk was verbonden aan een kluis, staat midden op het kerkhof op een zandduin uit de ijzertijd. Het koor dateert uit 1433, het kerkschip werd in 1478 opgetrokken.
Het gotische kerkgebouw werd in de 15e eeuw voornamelijk van baksteen gebouwd. Onder het maaswerkraam van het rechthoekige koor bevindt zich een dichtgemetselde hagioscoop. De toren is van latere datum en werd in 1885 toegevoegd.
In 1972 werd het interieur volgens de vernieuwingen van het Tweede Vaticaans Concilie opnieuw ingericht. Tegelijkertijd werd het rankwerk in de kruisgewelven van de kerk weer blootgelegd. Naderhand vonden er nog enkele renovaties plaats. Voor het laatst gebeurde dat in 2014 toen het dakgestoelte werd vernieuwd en het dak opnieuw met leien werd gedekt.

## Interieur
- Van kunsthistorisch belang is een houten beeld van de heilige Antonius, de schutspatroon van de kerk. Het beeld stamt uit circa 1500 en werd in 1972 gerestaureerd en in de oorspronkelijke staat teruggebracht.
- Het stenen reliëf van een Gregoriusmis dateert uit het laatste kwart van de 15e eeuw.
- De bronzen kroonluchter werd in het jaar 1696 vervaardigd.
- Het Mariabeeld is een werk van de beeldhouwer Bernd Meiering uit 1675.
- De fresco's in de gewelven stammen uit de 15e eeuw en werden in de jaren 1983-1984 blootgelegd.
- Op het kerkhof bevindt zich een stenen kruisbeeld uit de tweede helft van de 15e eeuw.

## Afbeeldingen

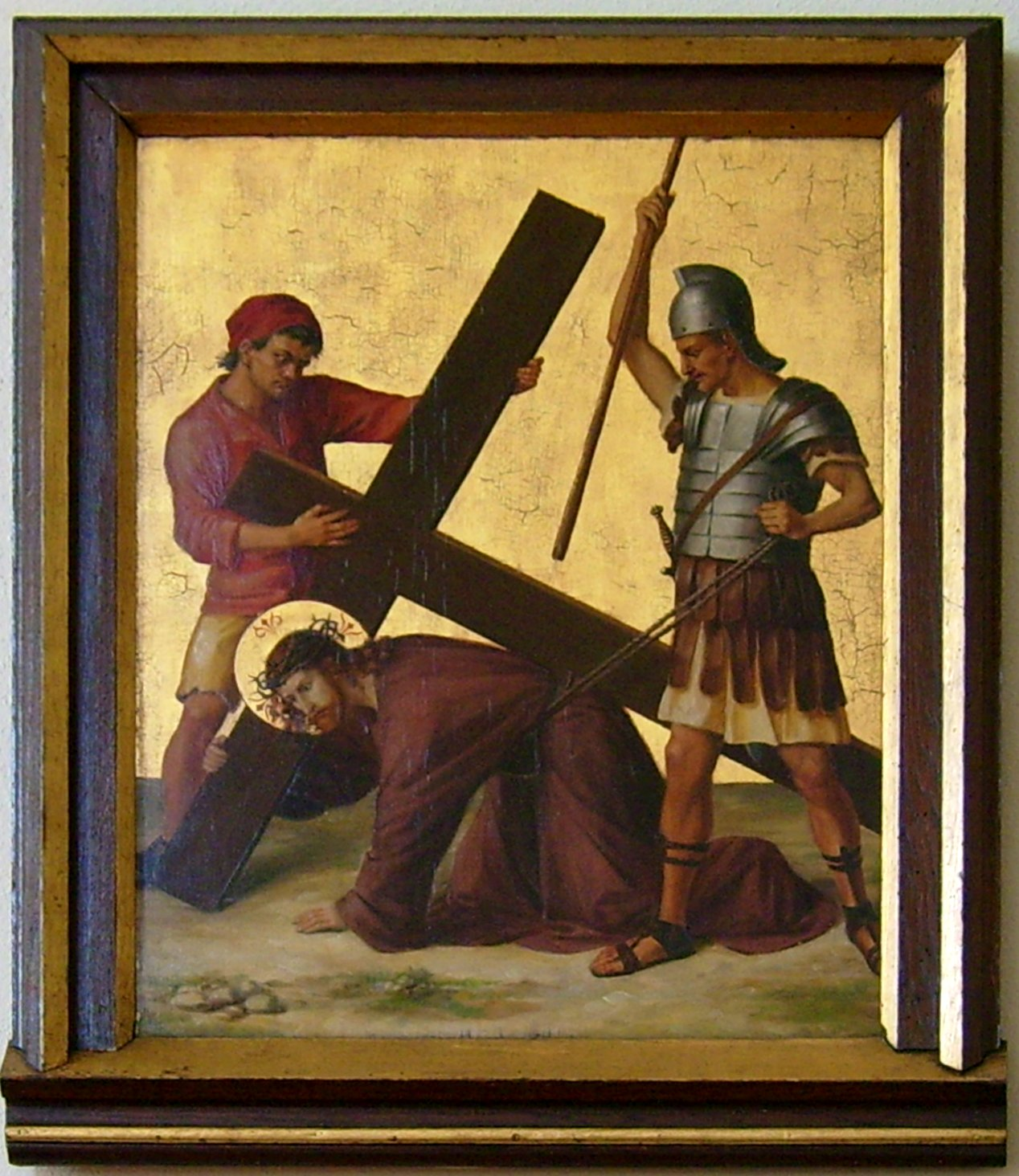
Kruiswegstatie
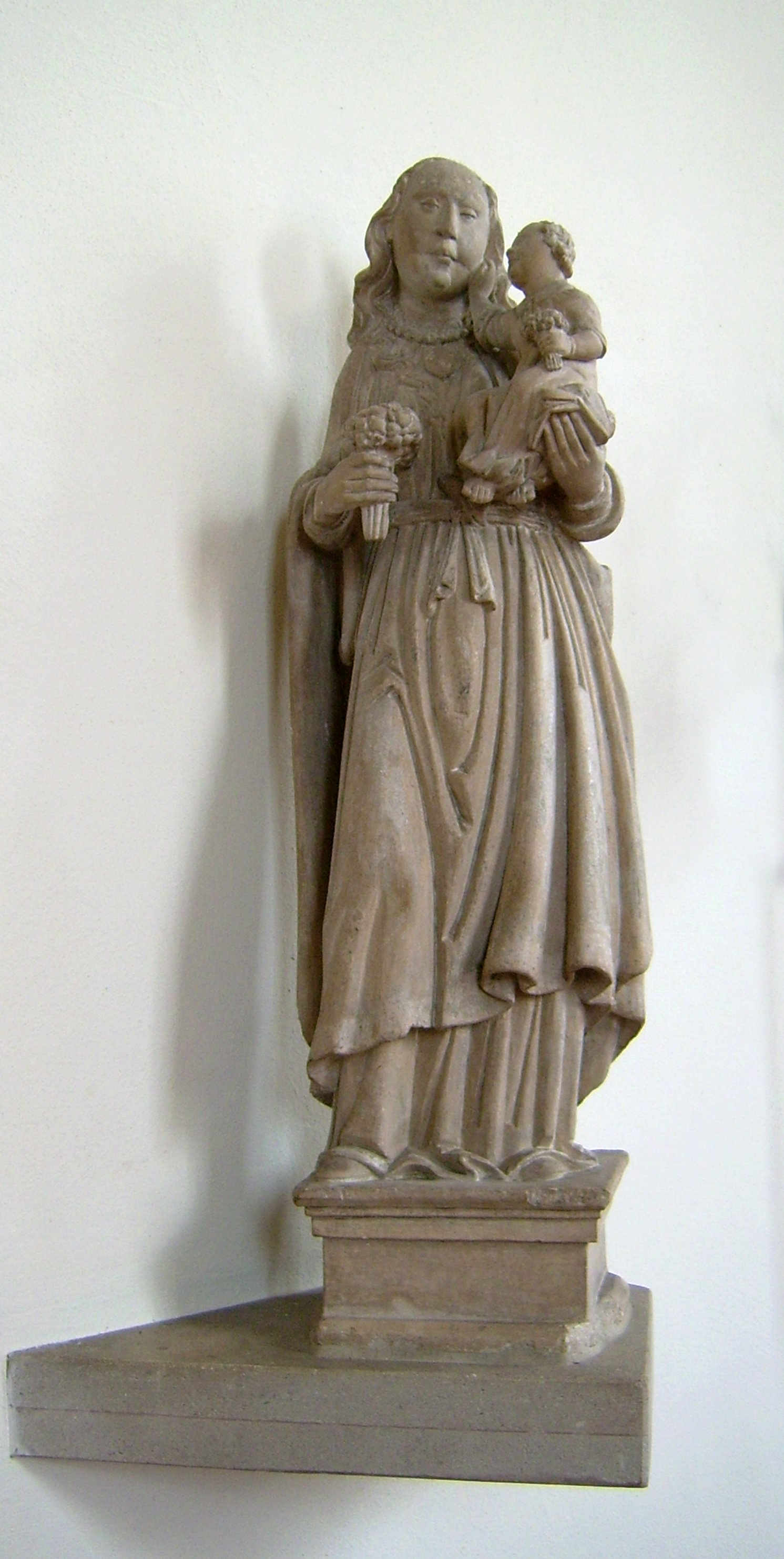
Mariabeeld
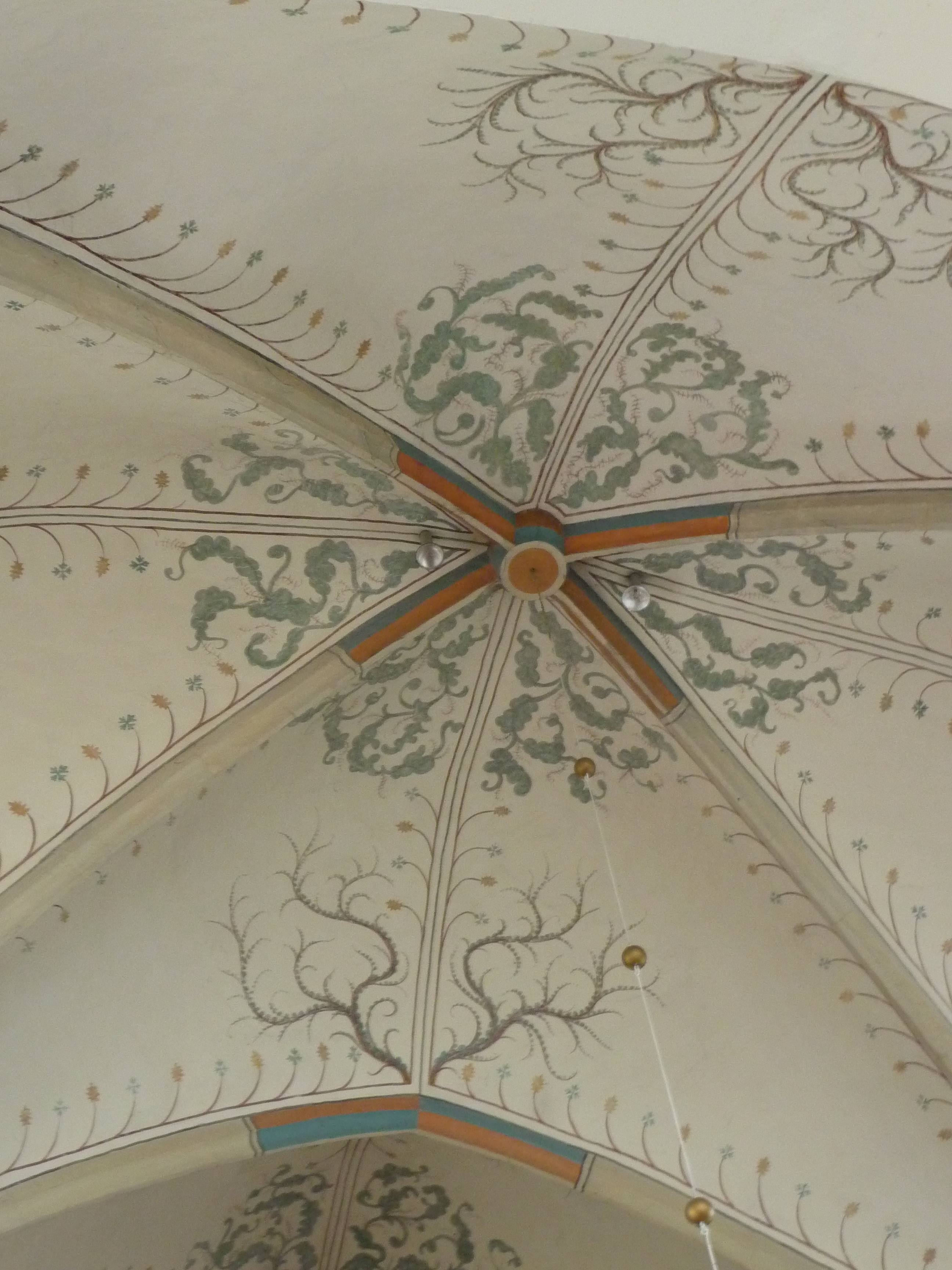
Gewelfbeschildering
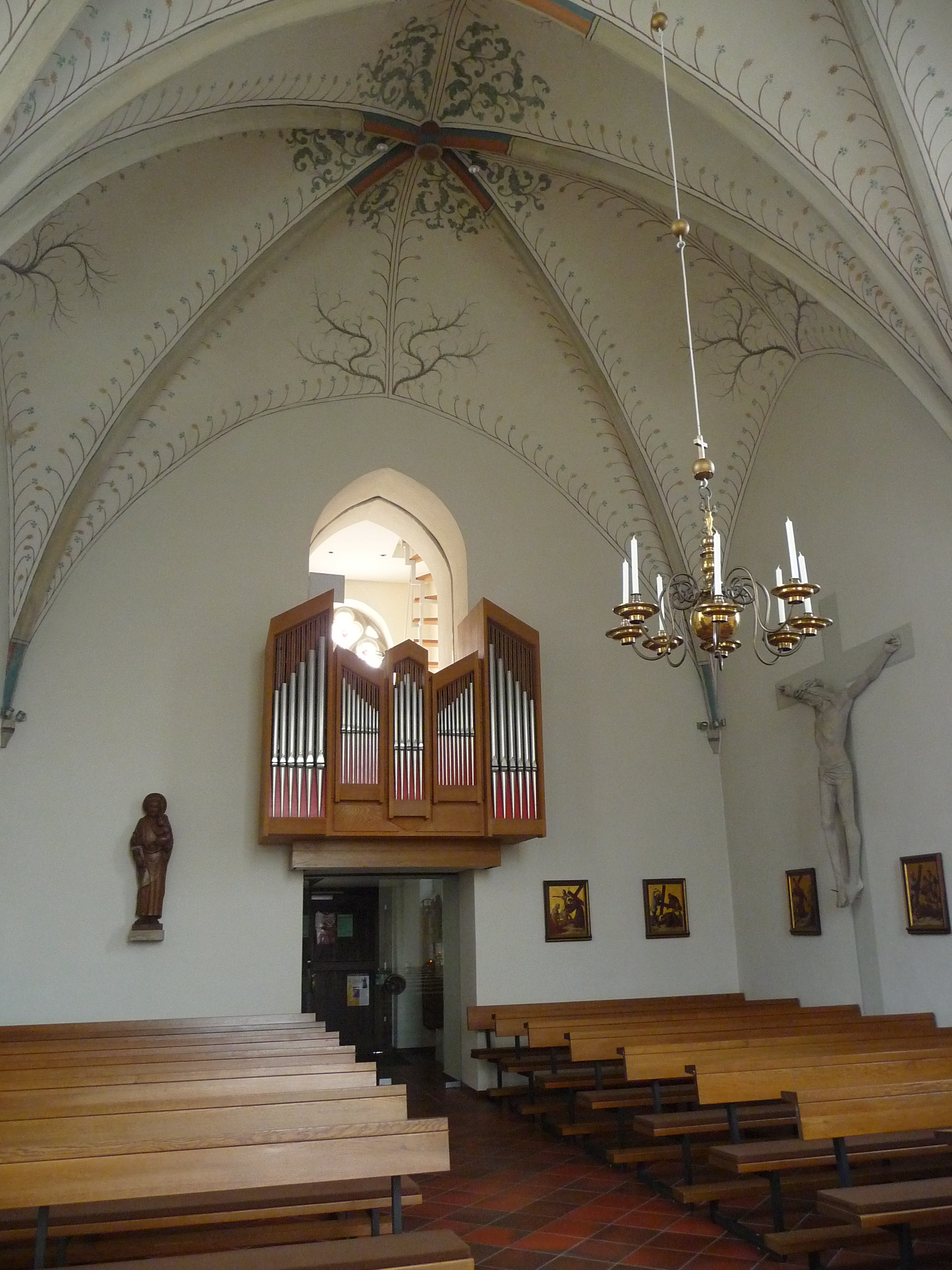
Orgel